# 아리셀
아리셀(Aricell)은 코스닥 상장된 에스코넥의 자회사며 1차 전지를 위주로 생산한다.

## 투자
에스브이 Gap-Coverage 펀드, 엔베스터 창해유주 오픈이노베이션 펀드 등에서 지분 매입에 대한 풋옵션을 조건으로 100억원을 투자받았고 풋옵션은 아리셀의 실적이 예상보다 낮으면 에스코넥의 자사주로 아리셀 주식을 교환해주는 조건이다.

## 보험
2024년 KB손해보험에 215억원의 재산종합보험과 DB손해보험에 49억원의 종합보험과 30억원의 환경책임보험에 가입한 상태이다.

## 사건 및 사고
2024년 6월 24일 오전 관련 화재로 인해 23명이 사망하고 2명이 중상을, 6명이 경상을 입었다.

## 같이 보기
- 일반 주제 : 에스코넥
- 관련 사건 : 아리셀 공장 화재